# Immagine cinematografica
L'immagine cinematografica è l'insieme dei fotogrammi che compongono un'opera audiovisiva (ad esempio un film, un videoclip musicale, un telefilm, ecc.).
L'immagine cinematografica si differenzia dall'immagine in senso stretto perché non è statica e sempre uguale, ma si trasforma attraverso il movimento non solo degli esseri e degli oggetti ripresi, ma anche della macchina da presa, o quelli derivati dal montaggio, dalle dissolvenze, dagli stacchi, dal cambio della messa in scena.
La fotografia cinematografica è una componente dell'immagine cinematografica, tuttavia quest'ultima include anche l'elemento sonoro, invece estraneo alla fotografia.

## Aspetti artistici
Intorno agli anni venti l'artisticità del cinema è stata oggetto di un acceso dibattito teorico. Ogni forma d'arte possiede una peculiarità che la rende unica, che la distingue dalle altre arti. Il cinema è un'opera multimediale, nel senso che in sé racchiude diversi linguaggi artistici (come pittura, fotografia, letteratura, e successivamente anche musica), ma per essere annoverata tra le forme artistiche, per ottenere uno "statuto" che legittimasse il mezzo come una forma d'arte, bisognava ricercarne una specificità espressiva. Tale specificità venne trovata da Jean Epstein nell'immagine cinematografica: secondo lo studioso, infatti, nessun'altra forma di espressione artistica, mediante il processo di fotogenia, è in grado di offrirci una così efficace esaltazione estetica della realtà, grazie al movimento di ciò che viene ripreso della cinepresa e dagli stessi movimenti "soprannaturali", artificiosi, della macchina da presa.
Il cinema, dunque, è "altamente soprannaturale", e può offrire allo spettatore percezioni e sensazioni che nella realtà non sarebbe possibile provare (l'immagine cinematografica, mediante il processo della fotogenia esalta le qualità morali ed estetiche del reale rappresentato). Epstein, inoltre, (a differenza del suo collega Louis Delluc e dei teorici che vedevano nel cinema un mezzo privilegiato per mostrare la realtà) non si oppone alla manipolazione dell'immagine cinematografica, perché tali manipolazioni possono portare all'aumento della bellezza fotogenica, facendo provare allo spettatore ulteriori nuove percezioni che nella realtà non riuscirebbe a cogliere. Un movimento mostrato al rallentatore, ad esempio, può intensificare l'aspetto drammatico di una scena o di una situazione reale già drammatica di per sé; inoltre, sempre secondo Epstein, se si realizzasse un film in moto accelerato di una persona sotto processo, la verità trasparirebbe al di là delle sue parole, "scritta" in modo semplice, unico ed evidente, e non vi sarebbe ulteriore necessità di fare un processo e né di alcuna altra prova tranne che di quella fornita dalla "profondità" dell'immagine.

## Aspetti semiotici
L'immagine cinematografica è una sorta di linguaggio specifico del cinema. Il cinema, infatti, risulta costituito da un doppio regime di significazione: da un lato l'immagine cinematografica e i relativi suoni ad essa collegati (voci, rumori, colonne sonore, ecc.), dall'altro la narrazione cinematografica. Mentre quest'ultima non appartiene soltanto alle opere audiovisive, dal momento che la narrazione è presente anche nelle opere letterarie, teatrali, ecc., l'immagine cinematografica è la caratteristica che distingue il cinema dagli altri linguaggi, dalle altre arti e dagli altri tipi di spettacolo.
Per meglio afferrare questo concetto si tenga presente che un conto è "guardare", un altro è "capire". Per guardare (e ascoltare), lo spettatore mette in funzione le sue capacità percettive (vista e udito), per capire la trama di un film, invece, lo spettatore deve collegare i vari dialoghi e le varie azioni in un contesto più ampio (il contesto narrativo), ovvero in una unità di significazione più vasta, mettendo in funzione le sue capacità cognitive.
Secondo Gilles Deleuze, non a caso, è possibile intraprendere una ricerca di semiotica del cinema "pura" che studi l'immagine in quanto tale, senza tener conto delle caratteristiche narrative di un film o, in generale, di un qualunque prodotto audiovisivo. Per Deleuze tale ricerca troverebbe le sue fondamenta e la sua tradizione nelle teorie inerenti alla fotogenia cinematografica, perché essa approfondisce in termini estetici tutte le componenti puramente visive del cinema.

## Fotografia cinematografica
(Vittorio Storaro)
La realizzazione di un film è il risultato della collaborazione di vari reparti, coperti da diverse figure, ognuna delle quali sovraintende una precisa fase della lavorazione. Per convenzione (e brevità espositiva) i reparti che si occupano della creazione di un'opera filmica sono:
- Sceneggiatura (autori, sceneggiatori)
- Produzione (produttore, produttore esecutivo, organizzatore generale, ispettore di produzione, segretario di produzione, runner)
- Regia (regista, aiuto regista, segretario di edizione, assistente alla regia)
- Fotografia (direttore della fotografia, capo elettricista, aiuto elettricista, macchinista, operatore, assistente operatore, aiuto operatore)
- Scenografia (scenografo, attrezzista, aiuto scenografo)
- Costumi (costumista, sarta, assistente ai costumi)
- Trucco (truccatore, parrucchiere)
- Edizione (montaggio)

I processi e le tecniche attraverso le quali viene catturata la messa in scena prendono il nome di "fotografia cinematografica". 
Il responsabile dell'immagine cinematografica e di tutti gli accorgimenti tecnici inerenti alle riprese è il direttore della fotografia. Egli collabora col regista nella messa in scena delle inquadrature decise in pre-produzione.
Tra gli aspetti principali della fotografia cinematografica troviamo:
1. Formati cinematografici del fotogramma o del sensore di immagini usato, una delle prime scelte che sono fatte in pre-produzione (assieme alla scelta della pellicola). Determina il rapporto dimensionale tra la base e l'altezza dell'inquadratura, influendo quindi sulle scelte stilistiche successive.
2. Macchina da presa (spesso abbreviato in mdp), lo strumento principale usato dal direttore della fotografia o dall'operatore. Alcune funzionalità possono consentire, ad esempio, controlli motorizzati di precisione, riprese ad alta velocità, controlli a distanza, uso di filtri, ecc. Possono essere utilizzate più macchine contemporaneamente, anche con personale appositamente dedicato (chiamate "seconda unità", "terza unità", ecc.).
3. Punto di vista, determinato dalla posizione della macchina da presa, ed è percepito dallo spettatore come "oggettivo" quando è neutrale, o come "soggettivo" quando coincide col punto di vista di uno dei soggetti presenti nell'inquadratura. È possibile avere anche una semi-soggettiva, con la mdp che segue da vicino uno dei personaggi.
4. Illuminazione, uno degli aspetti più importanti della fotografia. Può essere effettuata in vari modi: dall'alto, dal basso, da dietro i soggetti (controluce), da un lato e frontalmente. Sono possibili infinite combinazioni nella disposizione delle sorgenti luminose artificiali, con in più la possibilità di filtrarle, di utilizzare direttamente la luce naturale del sole o la cosiddetta "luce diffusa" (con le ombre ridotte al minimo). È nell'uso della luce che entrano maggiormente in gioco le abilità artistiche del direttore della fotografia e la sua capacità di evidenziare le superfici, le prospettive, i contorni, la fisionomia di un volto, ecc. Inoltre, la quantità di luce sulla scena influisce sulla scelta del diaframma, con ripercussioni sull'ampiezza della profondità di campo.
5. Distanza di ripresa, ovvero il rapporto tra il fotogramma e il soggetto inquadrato. È classificabile in piani di ripresa quando è in rapporto alla figura umana, ed in campi di ripresa quando è in rapporto all'ambiente. Può essere ampia, come nel panorama, o ridottissima, come nella ripresa ravvicinata di un dettaglio.
6. Angolo di campo, che come nella fotografia tradizionale, indica l'ampiezza della scena inquadrata, e può variare all'interno della singola inquadratura se si utilizza un obiettivo dotato di zoom.
7. Inquadratura, che delimita la scena (porzione di ambiente) ripresa dalla mdp. Tutto quello che non figura nell'inquadratura è definito come "fuori campo". Durante il montaggio, l'inquadratura è intesa come "unità di montaggio", ossia una ripresa (o una sua porzione) non interrotta da stacchi o tagli. Le singole inquadrature, una volta montate nell'ordine voluto, formano le scene e le sequenze del film. L'inquadratura può rappresentare un particolare "punto di vista", e può avere un "angolo di campo" fisso, o variabile nel caso delle "zoommate".
8. Movimenti di macchina: a seconda delle attrezzature utilizzate (ad esempio treppiedi, carrelli, gru, steadicam, sky-cam o camera-car), la mdp può effettuare tutta una serie di movimenti, dando dinamismo alle riprese, simulando la corsa dell'uomo, il rollio di una barca, il volo di un aereo, ecc. I movimenti più utilizzati sono: le panoramiche, le carrellate, le riprese effettuate con la steadicam, quelle con la mdp in spalla o con la camera a mano.
9. Messa a fuoco: come nella fotografia tradizionale, è possibile variare il punto di messa a fuoco durante una ripresa. Solitamente, accanto alla mdp è situato un assistente col compito specifico di controllare manualmente la messa a fuoco, misurando le distanze fra mdp e soggetti inquadrati. L'effetto "flou" si ottiene applicando dei filtri (o diffusori) che sfocano dettagli e contorni.
10. Profondità di campo: si definisce come la "zona con accettabile nitidezza" nella profondità della scena, ed aumenta chiudendo il diaframma, riducendo la focale del obiettivo (diminuendo l'ingrandimento) e/o aumentando la distanza di messa a fuoco, e viceversa. Essendo un effetto ottico, la PdC viene modificata anche in base alla distanza di osservazione dello schermo cinematografico.
11. Monitor di servizio: detto anche video control, consente di controllare l'inquadratura anche prima che la ripresa su pellicola abbia inizio. È collegato direttamente al mirino della mdp, fornendo quindi al regista la stessa visuale che ha l'operatore di macchina, e che risulterà nel film. Consente anche di rivedere le immagini.
12. Correzione del colore: avviene nella fase di post-produzione, e consente di intervenire sulla tonalità del colore delle varie inquadrature, al fine di ottenere una continuità stilistica o particolari effetti cromatici. Mentre un tempo era realizzata tramite l'uso di filtri in fase di ripresa, o con accorgimenti nella fase di stampa della pellicola, oggi avviene molto spesso direttamente al computer e contemporaneamente al montaggio, specie se si utilizzano mdp digitali.